# Архиепископ атински Јероним II
Јероним II (Јоанис Љапис, 30. март 1938, грч. Ιερώνυμος B'; лат. Hieronymus II) је архиепископ атински и све Грчке односно поглавар Православне цркве Грчке (од 7. фебруара 2008).

## Детињство, младост и каријера
Рођен је као Јоанис Љапис (грч. Ιωάννης Λιάπης, Iōánnēs Liápēs) у Оинофити, Беотија у арванитској породици.
Јероним је студирао археологију, византологију и теологију на Универзитету у Атини. Завршио је постдипломске студије на универзитетима у Грацу, Регензбургу и Минхену. Предавао је као филолог на Лицеју Леонин. Рукоположен је у чин свештеника 1967. године.
Јероним је служио као протосинђел епархије на Теби и Ливадији, био је и игуман манастира Преображења Сагмата и преподобног Луке, касније је био секретар Светог синода Грчке православне цркве. Године 1981. уведен је у чин епископа. Поред своје пастирске службе, Јероним је наставио рад на пољу хришћанске археологије и објавио је две главне књиге: „Средњовековни споменици Еубеје“ (1970) и „Хришћанска Боеотија“ (2006).

## Титула грчког архиепископа
Архиепископ Грчке православне цркве носи титулу:
Његово блаженство, Јероним II, архиепископ Атине и све Грчке
на грчком језику:
Η Αυτού Μακαριότης ο Αρχιεπίσκοπος Αθηνών και Πάσης Ελλάδος Ιερώνυμος Β